# Schwere Panzerabteilung 503
Lo Schwere-Panzer-Abteilung 503 ("503º Battaglione carri pesanti", abbreviato s.Pz.Abt. 503) fu un battaglione corazzato tedesco che operò durante la seconda guerra mondiale, equipaggiato con carri pesanti Panzer VI Tiger I e Panzer III. A partire dal 1944 esso fu riequipaggiato con i nuovi carri pesanti Panzer VI Tiger II Königstiger. Lo Schwere-Panzer-Abteilung 503 venne impiegato in azione sia sul fronte orientale che sul fronte occidentale nella seconda guerra mondiale. Come tutte le altre formazioni di carri pesanti tedesche, esso non fu incorporato in singole divisioni corazzate ma assegnato ai vari corpi d'armata, lungo il fronte, nei settori dove c'era più bisogno.

## Formazione
L'unità fu creata il 4 maggio 1942 a Neuruppin. Dopo aver ritirato dal servizio tutti i Panzer III, il battaglione fu riequipaggiato con 45 Panzerkampfwagen VI Ausf. E Tiger I il 10 maggio 1943. Inizialmente lo Schwere-Panzer-Abteilung 503 era stato promesso al Generalfeldmarschall Erwin Rommel per la Campagna del Nordafrica assieme all'unità "gemella" Schwere-Panzer-Abteilung 501. Il 503º battaglione doveva essere equipaggiato con carri Tiger fabbricati dalla Porsche, ma la cancellazione da parte della stessa del progetto Tiger (P) fece sì che il dispiegamento al servizio dell'armata d'Africa fosse rimandato. Quando infine fu troppo tardi per il dispiegamento del 503° in Nord Africa, l'unità, equipaggiata ora con i Tiger prodotti dalla ditta Henschel, fu quindi assegnata al gruppo d'armate del Don del Generaloberst Erich von Manstein.

## Sulle rive del Don - Char'kov
Quando il battaglione fu mandato sul fronte orientale, esso era equipaggiato con 20 Panzerkampfwagen VI Ausf. E Tiger I e 31 Panzer III Ausf. N. La conseguenza diretta della battaglia di Stalingrado fu lo spostamento del fronte verso ovest. Il 503º battaglione prese posizione a difesa del fronte immediatamente dopo il suo arrivo in Russia il 1º gennaio 1943; insieme con lo Schwere Panzerabteilung 504 e con molte delle divisioni della 4ª Armata Panzer, il 503° fu posto a difesa della ritirata del Gruppo d'Armate A. Il 4 gennaio 1943 l'unita ebbe il suo battesimo del fuoco, attorno alla località di Stawropol: quando i sovietici attaccarono furono respinti subendo gravi perdite, ed in quell'occasione il 503º battaglione distrusse i suoi primi 18 carri armati russi. Alcuni giorni dopo il battaglione condusse un contrattacco contro le linee sovietiche, ma le linee dinfensive del nemico disposte attorno alla cittadina di Wesselyj frustrarono l'intero attacco e l'offensiva fu annullata. Le azioni sovietiche dei giorni successivi portarono ad una ritirata verso Rostov, dove fu assegnata allo Schwere Panzerabteilung 503 la 2/s.Pz.Abt.502 (seconda compagnia dello Schwere Panzerabteilung 502) che divenne quindi la terza compagnia del 503°.
L'11 aprile 1943 il 503º battaglione carri pesanti fu trasferito nella zona d'operazioni di Char'kov dove combatté per fermare l'avanzata dei reparti sovietici, conseguenza del collasso della 6ª Armata tedesca a Stalingrado. In occasione della Terza battaglia di Char'kov lo s.Pz.Abt.503 si distinse particolarmente, contribuendo in maniera determinante alla totale distruzione Gruppo d'Armate Mobile del generale Popov, principale forza d'attacco sovietica.

## L'operazione Cittadella

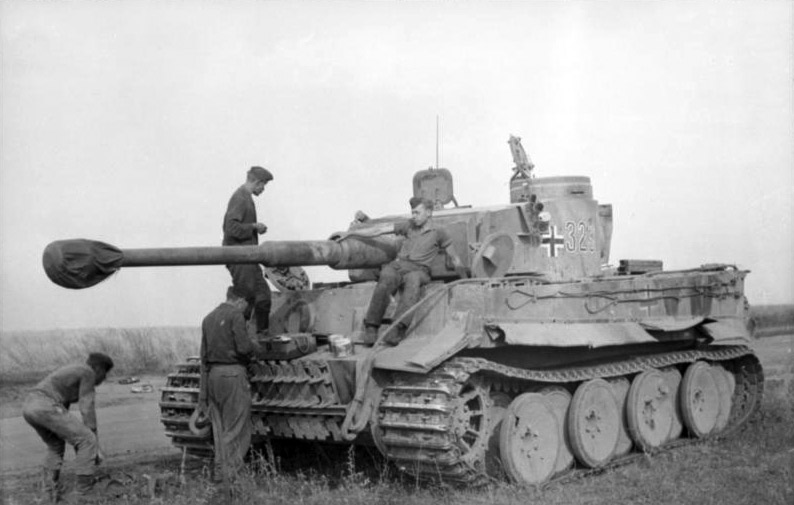
Panzer Tiger I pochi giorni prima dell'inizio dell'operazione Cittadella.

Il 503º battaglione carri pesanti prese parte all'operazione Cittadella, anche nota come battaglia di Kursk, un'offensiva tesa a distruggere le armate sovietiche concentrate nel saliente di Kursk.
Il 503° fu assegnato al Gruppo di Armate Kempf, al quale era stato assegnato il compito di coprire il fianco del gruppo d'Armate Sud. In quest'occasione il battaglione vide le sue tre compagnie di Tiger I assegnate, una per parte, alle tre divisioni panzer del 3. Panzerkorps, la prima assegnata alla 6. Panzer-Division, la seconda sotto il comando della 19. Panzer-Division e la terza assegnata alla 7. Panzer-Division. I Tiger dello Schwere Panzerabteilung 503 si comportarono bene durante l'offensiva, perdendo solamente 3 carri pesanti durante l'offensiva e altri 5 durante la conseguente ritirata. Dal 5 luglio al 17 agosto 1943, l'unità reclamò la distruzione di 385 carri nemici, 4 cannoni d'assalto e 285 cannoni anticarro.

## Panzer Regiment Bäke
Nel gennaio 1944 il 503º battaglione carri pesanti, insieme con il II.Abt/Panzer regiment 23 (2º battaglione/23º reggimento carri) e alcune unità di fanteria andarono a formare il Panzer-Regiment Bäke sotto il comando del colonnello Dr. Franz Bäke. Nelle settimane seguenti il Panzer-Regiment Bäke affrontò durissimi combattimenti. Dopo la fine dei combattimenti nella zona di Uman', il reggimento venne incorporato nella "Forza di salvataggio", la quale avrebbe dovuto rompere l'accerchiamento delle forze tedesche rimaste intrappolate nella sacca di Korsun. Per questa operazione il 503° aveva a disposizione 34 carri Tiger operativi. In quest'occasione l'unità si comportò molto bene, soffrendo solo per le cattive condizioni meteo. Durante il tentativo di salvataggio il reggimento Bäke fu accreditato della distruzione di circa 267 carri nemici contro solo 5 carri perduti. Lo stesso colonnello Franz Bäke, nel rapporto che scrisse sulla battaglia, sottolineò come proprio il Tiger aveva dimostrato di essere stato tatticamente determinante per l'esito della battaglia; Bäke mise in risalto anche la necessità di dotare i battaglioni di carri pesanti di mezzi per il recupero-carri adatti a trainare i pesanti Panzer VI Tiger I: durante lo scontro infatti, solamente un Tiger fu completamente distrutto, mentre gli altri con estrema fatica poterono essere recuperati e rimessi in servizio.
Dal 24 gennaio al 21 febbraio, il Panzer-Regiment Bäke reclamò la distruzione di circa 500 tra carri e cannoni d'assalto sovietici, contro solamente 9 carri andati perduti. Tra il marzo e l'inizio di aprile del 1944 il 503º battaglione carri pesanti rimase intrappolato nella sacca di Hube, dove gli ultimi 7 Tiger del battaglione andarono perduti. In seguito, nel tardo aprile 1944, ciò che rimaneva del 503° fu inviato in Germania per essere rimpinguato con nuove truppe e riequipaggiato. Durante questo periodo il battaglione ricevette i suoi primi 12 Tiger II.

## Record
Lo schwere Panzerabteilung 503 rinominato in seguito schwere Panzerabteilung Feldherrnhalle è accreditato della distruzione, durante il corso della Seconda guerra mondiale, di circa 1700 carri nemici. Le perdite del battaglione ammontarono in tutto a 252 carri tra Panzer VI Tiger I, Panzer VI Tiger II e Panzer III; di questi 123, cioè il 49%, furono messi fuori uso dagli stessi equipaggi e 113 cioè il 45%, furono distrutti dal nemico. La maggior parte dei carri distrutti a opera del 503º Battaglione carri pesanti fu messa fuori combattimento al di fuori di grandi battaglie campali. Questa in realtà era una situazione estremamente frequente per le unità di carri pesanti tedesche, conseguenza della scarsa affidabilità dei carri Tiger I e Tiger II e della frequente mancanza di carburante di cui spesso soffrivano le unità dell'esercito Tedesco.
Il 503º battaglione Carri pesanti mantenne un rapporto di uccisioni/perdite pari a 15:1, massimo risultato raggiunto da un battaglione di carri pesanti della Wehrmacht durante il secondo conflitto mondiale.

## Comandanti famosi
- Kurt Knispel: accreditato della distruzione di 168 carri, considerato il più grande Asso carrista di tutti i tempi.
- Heinz Gärtner: accreditato della distruzione di 103carri.
- Heinz Rondorf: accreditato della distruzione di 106 carri.

## Ordine di Battaglia

### Febbraio 1943 - Char'kov
- Abteilung Stab Zug (3x Panzer VI Tiger I, 6x SdKfz 250)
- 1./sPzAbt 503 (14x Panzerkampfwagen VI Ausf. E Tiger I)
- 2./sPzAbt 503 (14x Panzerkampfwagen VI Ausf. E Tiger I)
- 3./sPzAbt 503 (14x Panzerkampfwagen VI Ausf. E Tiger I)

### Luglio 1944 - Normandy
- Abteilung Stab Zug (3x Panzer VI Tiger I, 6x SdKfz 250)
- 1./sPzAbt 503 (12x Panzer VI Tiger II, 2x Panzerkampfwagen VI Ausf. E Tiger I)
- 2./sPzAbt 503 (14x Panzerkampfwagen VI Ausf. E Tiger I)
- 3./sPzAbt 503 (14x Panzerkampfwagen VI Ausf. E Tiger I)

### Ottobre 1944 - Debrecen
- Abteilung Stab Zug (3x Tiger II, 6x SdKfz 250)
- 1./sPzAbt 503 (14x Tiger II ausf B)
- 2./sPzAbt 503 (14x Tiger II ausf B)
- 3./sPzAbt 503 (14x Tiger II ausf B)